# Hapalomys longicaudatus
Hapalomys longicaudatus là một loài động vật có vú trong họ Chuột, bộ Gặm nhấm. Loài này được Blyth mô tả năm 1859.